# Signe de Lazare
Le signe de Lazare (ou réflexe de Lazare, à ne pas confondre avec le syndrome de Lazare et le phénomène de Lazare) est un mouvement réflexe parfois observé chez les patients en état de mort cérébrale, qui consiste le plus souvent en une flexion des avant-bras sur les bras, les mains pouvant ainsi atteindre le sternum, le cou ou le menton ; cinq à dix secondes plus tard, les bras rejoignent la position de repos, souvent croisés sur le sternum (aboutissant à une posture comparable à celle des momies égyptiennes). Le mouvement réflexe est en général précédé par une piloérection (« chair de poule ») des bras et du tronc.
Des variations peuvent être observées : élévation des bras avec extension des avant-bras, opisthotonos, ou brève position assise.
Le phénomène intervient (le cas échéant) plusieurs minutes après l'arrêt du ventilateur médical utilisé pour maintenir en vie les patients en état de mort cérébrale, il peut aussi apparaître au cours de tests d'apnée, un des critères déterminant l'état de mort cérébrale.
La physiopathologie de ces mouvements est encore mal comprise ; ils impliquent la persistance fonctionnelle de circuits médullaires complexes.
L'expression fait référence au personnage biblique Lazare de Béthanie.